# Cristián Torres
Cristián Torres (Trelew, Argentina, 18 de junio de 1985) es un futbolista argentino nacionalizado letón que juega de mediocampista en el FK Liepāja de la Virslīga.

## Biografía
Nació en la ciudad de Trelew en la provincia del Chubut. Estuvo a prueba en Club Atlético Newell's Old Boys de Rosario. Pasó por Colegiales y partió hacia Europa.
Su primera experiencia fue en Italia y luego apareció la oportunidad de Letonia, en el país báltico se asentó jugando en el Club FK Jūrmala, pasando luego al FK Liepāja, tras un breve paso por el Daugava Riga en 2009 emigró a Azerbaiyán donde jugó en el FK Qäbälä hasta 2013, temporada en la que fue contratado por el Ravan Baku FK. Actualmente juega en el FK Liepāja.

## Selección
Ha sido internacional con la Selección de Letonia en 3 ocasiones durante la eliminatorias para Rusia 2018.

## Clubes
| Club                | País       | Año         | PJ  | Goles |
| ------------------- | ---------- | ----------- | --- | ----- |
| Colegiales de Munro | Argentina  | 2002 - 2003 |     |       |
| FK Jūrmala          | Letonia    | 2004 - 2006 |     |       |
| FK Liepāja          | Letonia    | 2007        | 1   | 0     |
| Daugava Riga        | Letonia    | 2008 - 2009 | 15  | 6     |
| FK Qäbälä           | Azerbaiyán | 2009 - 2011 | 52  | 7     |
| Ravan Baku FK       | Azerbaiyán | 2011 - 2013 | 45  | 5     |
| FK Qäbälä           | Azerbaiyán | 2013        | 6   | 0     |
| Ravan Baku FK       | Azerbaiyán | 2014        | 6   | 0     |
| FK Liepāja          | Letonia    | 2014 - act. | 184 | 7     |